# Lamentation Mountain State Park
Lamentation Mountain State Park ist ein kleiner State Park im Hartford County auf dem Gebiet der New England town Berlin, Connecticut. Der Park ist unerschlossen. Er bietet Möglichkeiten zum Wandern. Der Park liegt an der Westflanke des Lamentation Mountain in der Nähe des Mattabesett Trail. Er wird im Westen begrenzt vom Wilbur Cross Highway (State road No. 5) und überblickt den Silver Lake. Im Osten grenzt er an den Doctor Francis Giuffrida Park.
Der Lamentation Mountain ist eine Basalt-Klippe, die sich während der Trias, beim Auseinanderdriften von Europa und Amerika gebildet hat.